# Iridomyrmex dromus
Iridomyrmex dromus är en myrart som beskrevs av Clark 1938. Iridomyrmex dromus ingår i släktet Iridomyrmex och familjen myror. Inga underarter finns listade i Catalogue of Life.